# سوزار (زلاغي الغربي)
سوزار (بالفارسية: سوزر) هي قرية تقع في إيران في قسم زلاغي الغربي الریفي. يقدر عدد سكانها بـ 78 نسمة بحسب إحصاء 2016.